# 羅伯特·特朗普
羅伯特·斯圖爾特·特朗普（英語：Robert Stewart Trump，1948年8月26日—2020年8月15日），生於美國紐約市，是第45任美国总统唐納·川普的弟弟。

## 生平
他是一位商業管理層，曾管理二哥唐納·川普的管理公司（Trump Management Inc），這是特朗普家族在曼哈頓郊外的房地產。此外，他是SHiRT LLC的投資者，也是總部位於弗吉尼亞州的CertiPathx的其中一個擁有者，並於2019年得到了3300萬美金的政府合同，他是特朗普家族之中比較低調的成員。
美國霍士新聞報導 ，羅伯特和唐納·川普關係很好，唐納更稱羅伯特是他最好的兄弟和最好的朋友。羅伯特支持唐納參政和參選美國總統，2016年唐納勝出選舉後，羅伯特向他表示祝賀，又表示如果兄長需要幫忙，他必定相助。兄弟兩人曾欲阻止侄女瑪麗編寫及出版書揭秘家族黑暗面和唐納·川普鮮為人知的秘密。
2020年8月14日，美國消息指羅伯特因身體不適而在紐約一間醫院內留醫，消息指他的情況嚴重，同日下午唐納·川普前往華盛頓探望。羅伯特於美國時間8月15日晚上去世，終年71歲，但死因没有公开。8月22日，在白宮東廳舉行葬禮，此為白宮自1963年時任總統甘迺迪遇刺身亡後首次舉行葬禮。